# سلام رأسمالي
يفترض السلام الرأسمالي، أو نظرية السلام الرأسمالي، أو السلام التجاري، أن السوق المفتوحة تساهم في سلوك أكثر سلمية بين الدول، وأن احتمال دخول اقتصادات السوق في صراعات أقل ترجيحًا. إضافة إلى نظرية السلام الديمقراطي والمحاججات المؤسساتية للسلام، يشكل السلام التجاري جزءًا من الدعامات الكانطية الثلاث للسلام. تدور الآليات الأبرز للسلام التجاري حول كيفية رفع الرأسمالية والاعتماد التجاري المتبادل والاعتماد الرأسمالي المتبادل تكاليف الحروب وتحفز الجماعات على ممارسة ضغط ضد شن الحروب وتجعل اختيار القادة لشن حروب أكثر صعوبة وتقلل الفوائد الاقتصادية للغزو.
تجادل الباحثون حول الصلاحية التجريبية والنظرية لأطروحة السلام التجاري، إضافة إلى الآليات المستخدمة في النظرية. وفقًا لإحدى مراجعات البحث القائم، الدليل حول العلاقة بين الاعتماد الاقتصادي المتبادل والصراع هو دليل غير حاسم.

## التاريخ
يمكن اقتفاء الجذور الفلسفية للسلام التجاري، المرتبط بشدة بمفهوم التجارة اللطيفة، إلى مونتيسيكيو وديفيد هيوم وريتشارد كوبدين وإيمانويل كانط وجوزيف شومبيتير ونورمان أنجيل والنظرية الاقتصادية الكلاسيكية. في القرن التاسع عشر، كان العديد من مناصري السلام التجاري ينتمون إلى اليسار السياسي، إذ كانوا يرون في التجارة الحرة أمرًا جوهريًا لنظام عالمي مزدهر وينعم بالسلام.
في مقاله السلام الدائم في عام 1795، حاجج إيمانويل كنط، من بين محاججات أخرى، أن «روح التجارة ... عاجلًا أم آجلًا ستسيطر على كل أمة، وهي لا تتلاءم مع الحرب». في أوائل القرن العشرين كان نورمان أنجيل يرى أن الاعتماد التجاري المتبادل في الاقتصادات الحديثة يجعل الحرب غير مربحة. لاحقًا، قدم جوزيف شومبيتر ملاحظة مفادها أنه مع تقدم الرأسمالية تشكل لدى البشر «ميل غير محب للحرب». يحاجج كارل بولاني في كتابه التحول العظيم أن صعود التمويل الدولي كان المساهم الرئيسي في السلام في أوروبا بين نهاية الحروب النابليونية والحرب العالمية الأولى.

## النظرية

### الاعتماد التجاري المتبادل
بنيت نظرية الاعتماد التجاري المتبادل للسلام الرأسمالي على أسس النظرية الاقتصادية الكلاسيكية. أصبحت هذه الفكرة، التي يمكن اقتفاء جذورها إلى كنط، التفسير النظري الأصلي للسلام الرأسمالي. في عام 1996، ربط إيريش ويد التجارة والسوق الحرة بالتطور والسلام، واقترح أن الاعتماد التجاري المتبادل أفضى إلى سلام بين الأمم. وأتبع ويد ذلك بما أسماه «السلام الرأسمالي». إلا أن المكتشفات التجريبية عن الرابط بين التجارة والتطور وُضعت محل تساؤل، إذ وجدت دراسة أن نسبة الناتج الإجمالي المحلي للتجارة الخارجية تبلغ 0.08 فقط، والتي قيست بحسب الناتج الإجمالي المحلي المسجل للفرد الواحد. حاجج ستيفن جينت ومارك كريسينزي أن الاعتماد التجاري المتبادل قلل الصراعات داخل الدول حول قوة السوق.
تراجعت كاثرين باربييري عن أطروحة السلام التجاري، إذ لم تجد سوى تأييد تجريبي محدود للأطروحة. وجدت دراسة صادرة في العام 2021 أجرتها ماريا جرينبيرج في مجلة إنترناشيونال سيكيوريتي أن الدول غالبًا ما تدخل في التجارة حتى في الوقت الذي تخوض فيه حروبًا ضد بعضها بعضًا، الأمر الذي يثير أسئلة حول القوة الوقائية للاعتماد التجاري المتبادل. يحاجج بعض الباحثين أن الاعتماد غير المتماثل والمكاسب النسبية قد تكون حافزًا لحدوث صراعات. ويحاجج هنري فاريل وأبراهام نيومان أن الاعتماد المتبادل قد يخلق صراعًا بإثارته منافسة على نقاط تقاطع هامة في الشبكات الاقتصادية العالمية.
وفقًا لديل كوبلاند، يمكن أن يكون للتجارة أثر في إرساء السلام في العلاقات بين الدول، ولكن ذلك ممكن فقط إن كانت الدول تؤمن بأنها ستجني فوائد التجارة في المستقبل. حاجج باري بوزان أن «كلًا من البنى الليبرالية والاقتصادية السياسية يمتلك أثرًا سلبيًا وإيجابيًا في الآن نفسه على استخدام القوة، إلا أن هذه الآثار لا تصبح هامة سوى حين تكملها عوامل غير اقتصادية تحكم استخدام القوة».
وأشير إلى اندلاع الحرب العالمية الأولى خلال فترة عولمة واعتماد تجاري متبادل غير مسبوقين على أنه مثال عن كيفية فشل الاعتماد الاقتصادي المتبادل في منع الحروب، بل أنه حتى كان يساهم في اندلاعها. يحاجج باحثون آخرون أن الحرب العالمية الأولى كانت بمثابة فشل للنظرية الليبرالية. يحاجج إيريك جارتزكي ويوناتان لوبو أنه كان هناك انعدام للاعتماد التجاري المتبادل بين الدول التي ابتدأت الحرب العالمية الأولى. ويحاجج باتريك مكدونالد وكيفن ماكسويني أن العولمة في الفترة التي سبقت الحرب العالمية الأولى كانت تدور حول تقليل في نفقات النقل، لا بسبب اللبرلة التجارية، التي تعني أن فترة ما قبل الحرب ليست قضية ممتازة لاختبار أطروحة السلام الرأسمالي.
وجدت دراسة أجرتها الأكاديمية الوطنية للعلوم في الولايات المتحدة الأمريكية في عام 2021 أن التجارة المفتوحة تقلل إلى حد كبير من مخاطر الصراعات على المواقع الاستراتيجية القريبة من نقاط الاختناق البحرية.

### نظرية الأعراف الاقتصادية
أيد ميشيل موسيو ما أسماه «نظرية الأعراف الاقتصادية»، التي تقضي بأن يبدي قادة الدول التي تتمتع باقتصاد سوق متقدم اهتمامًا قويًا في حماية مبدأ تقرير المصير لجميع الدول بهدف ضمان سوق عالمي. لم يظهر قادة الدول التي تملك سوقًا داخليًا ضعيفًا سوى القليل من الاهتمام بحماية السوق العالمية.
تربط نظرية الأعراف الاقتصادية شروط الزبونية الاقتصادية، التي تسود في العديد من مجتمعات الدخل المتدني، ومجتمعات اقتصاد قائم على العقود، الذي يسود في العديد من مجتمعات الدخل المرتفع، بالعادات والمصالح السياسية المتباعدة.
برزت نظرية الأعراف الاقتصادية كتفسير بديل للسلام الديمقراطي، إذ إنها حددت العلاقة السببية بين الديمقراطية والسلام بأنها علاقة زائفة. حدد ميشيل موسيو الاقتصادات القائمة على العقود بأنها سبب محتمل لكل من الديمقراطية والسلام. ويعرف الاقتصادات القائمة على العقود بأنها الاقتصادات التي تؤمن معدلات تعاقد مرتفعة للتأمين على الحياة وصافي الهجرة. يستند التفسير إلى جانبين مقبولين على نطاق واسع في العلوم الاجتماعية: 1: عقلانية محدودة، 2: هرميات متباينة بين الزبونية والاقتصادات القائمة على العقود. في مجتمعات الاقتصاد القائم على العقود، يظهر الأفراد الولاء نحو الدولة التي تنفذ العقود بين الغرباء. ونتيجة لذلك، يتوقع الأفراد في هذه المجتمعات أن دولهم ستنفذ العقود بصورة موثوقة ومحايدة، وستحمي الحقوق الفردية وستبذل جهودًا لتعزيز الرفاه العام. علاوة على ذلك، مع افتراض العقلانية المحدودة، ستتطور لدى الأفراد الذين يعتمدون بصورة روتينية على الثقة بالغرباء في العقود عادات الثقة بالغرباء وتفضيل الحقوق العامة والقانون المحايد والحكومة الديمقراطية الليبرالية. خلافًا لذلك، ستتطور لدى الأفراد في المجتمعات ضعيفة الاعتماد على العقود عادات الالتزام بأوامر قائد المجموعة، وعدم الثقة بمن هم من خارج المجموعة.
وفقًا لنظرية الأعراف الاقتصادية، يتمتع الناس في الأمم التي يسود فيها اقتصاد قائم على العقود بسلام إيجابي ودائم. وما دامت دولهم تستجيب للمطالب الشعبية وتبقى محايدة بصورة موثوقة، يظهر الأفراد في الأمم التي تمتلك اقتصادات قائمة على العقود اهتمامًا بحقوق جميع الأفراد والرفاه المادي، ضمن الأمة وخارجها. نتيجة لذلك، لا تتجنب أمم الاقتصادات القائمة على العقود الحروب مع بعضها فحسب، بل تشارك على مستويات عالية من التعاون المشترك الذي يهدف على نحو خاص إلى تعزيز الرفاه المادي لتلك الدول. خلافًا لذلك، يسعى قادة الأمم التي تمتلك اقتصاد غير قائم على العقود وراء مصالح الجماعات المسيطرة ولا يبدون أي اهتمام بأمن الأعضاء القادمين من خارج الجماعة أو رفاههم، سواء كانوا من داخل الأمة أم خارجها. في تحليل يعود إلى عام 2019، يحاجج موسيو أن أنماط الاقتراع في الجمعية العامة للأمم المتحدة تؤيد نظرية الأعراف الاقتصادية.